# Haagse Natuurbescherming

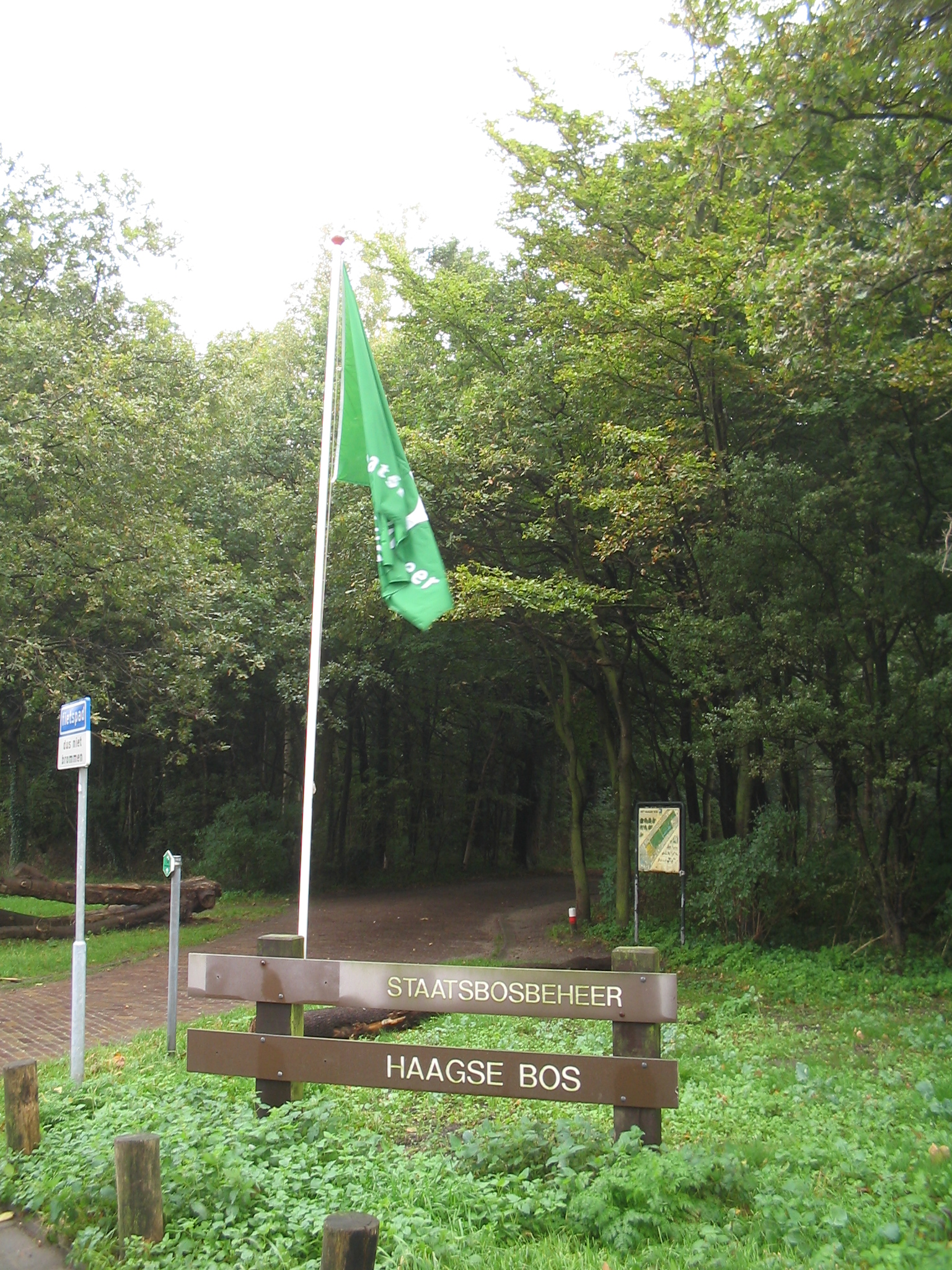
Entree Haagse Bos

De Algemene Vereniging voor Natuurbescherming voor Den Haag en omstreken (AVN) is opgericht in 1926 en wordt ook wel de Haagse Natuurbescherming genoemd. Den Haag is de enige grote stad in Nederland met een lokale vereniging voor natuurbescherming. De AVN had anno 2016 ongeveer 5000 leden.

## Geschiedenis
Er waren drie aanleidingen om in 1926 de AVN op te richten:
- De gemeente Den Haag wilde van Wapendal een plantsoen maken. Dit is het oudste stukje duin in Den Haag, en natuurbeschermers wilden dat dit stukje oernatuur onaangetast zou blijven.
- De vogeltuin aan de Laan van Poot dreigde een tennisbaan te worden. De AVN heeft de vogeltuin beheerd van 1926-1947. De tuin heet nu de Dr. Abraham Schierbeek Tuin en wordt beheerd door de Haagse Vogelbescherming.
- Het behoud en de verbetering van de eendenkooi in het Zuiderpark. De eendenkooi is nu een cultuur-historisch monument.

Andere belangrijke actiepunten in het verleden:
- De Hubertustunnel: de AVN heeft ervoor gepleit om deze tunnel onder de grond door te boren, om het bijzondere stuk Sint Hubertuspark niet te beschadigen. Het graven van een sleuf om de tunnel in te leggen, zou die natuur hebben beschadigd.
- Clingendael: Actie in samenwerking met de omwonenden om te voorkomen dat de gemeente Den Haag Clingendael zou verkopen.
- De AVN heeft bezwaar gemaakt tegen de bouw van een appartementencomplex aan de vijver van Landgoed Oosterbeek, naast Clingendael
- De AVN was betrokken bij de overdracht van het binnenduingebied Van Leydenhof en blijft betrokken bij het beheer daarvan.
- De AVN maakte deel uit van "Samenwerkingsverband Amonsvlakte" en diende in 2003 een bezwaarschrift in tegen het ontwerpbestemmingsplan Amonsvlakte.

## Activiteiten
De activiteiten van AVN zijn gericht op het behoud van groen en natuur in Den Haag en omgeving. Hiervoor houdt de AVN nauwlettend de bestemmingsplannen en bouwaanvragen in de gaten, alsmede de kapvergunningen. Het meeste werk wordt verricht door vrijwilligers, vaak in samenwerking met betrokken wijkverenigingen of bewonersgroepen en met verwante natuurorganisaties. De vereniging organiseert cursussen en conferenties op groengebied en werkt op projectbasis samen met anderen met een verwante doelstelling.
De vereniging geeft een kwartaalblad uit met informatie over haar werkzaamheden en de Haagse natuur en liet tussen 1926 en 2016 meer dan 35 publicaties met betrekking tot haar werkgebied verschijnen.

### Publicaties
- 1933: Wandeltochten in en om 's-Gravenhage (met grote wandelkaart)
- 1938: Onze Duinen, een uitleg over duinontwikkeling, -behoud en duinleven door o.a. Nico Tinbergen
- 1941: Het bos in Den Haag, bloemlezing over het Haagse Bos, zijn historie en ontwikkeling, iedere schoolverlater van een Haagse Openbare lagere school kreeg het boekje
- 1958: Europoort en recreatie, een zienswijze om vogelreservaat De Beer op het eiland Rozenburg te behouden
- 1977: Natuurlijk Den Haag, behandeling van alle soorten Haags Groen, van achtertuin tot landgoed
- 1985: De Wilde Flora van de Hofstad, een zoektocht naar bijzondere planten in de stedelijke omgeving van Den Haag. Het boek laat zien dat Den Haag, met zijn ligging aan de kust, een bakermat is voor veel bijzondere biotopen en floristische hoogtepunten
- 1994: Groenmap voor scholen, door ir. W. van der Kleij, deze map werd op de Haagse scholen verspreid ter ondersteuning van lessen over natuur
- 1996: Ecologische verbindingszones, natuurlijk!, door Jos Lampert. De basis voor goed natuurbeleid is een brede visie, niet alleen voor Den Haag, maar ook provinciaal en landelijk
- 1998: Bentwoud: een belangrijke bijdrage aan de leefbaarheid en de natuurontwikkeling in de Randstad, door ing. Henk J. Bos. Bos was hoofd Gemeentelijke Plantsoenendienst en later bestuurslid van de AVN, hij adviseerde de gemeente over de aanleg van het Bentwoud
- 1999: Clingendael, een film van Jan van den Ende en Monique van den Broek. Een ondersteuning van het protest tegen de voorgenomen verkoop van Clingendael
- 2006: Historische zakatlas van het Haagse Groen, uitgave ter gelegenheid van het 80-jarig jubileum van de vereniging
- 2008: Boeiende bomen, buurtwandeling langs Duinoord, door J. van Loenen
- 2008: Landgoed Kijkduin, een andere kijk op de toekomst van Kijkduin, door H.Kloosterman

## Natura 2000 in Den Haag
Natura 2000 is een Europees netwerk van natuurgebieden. In Den Haag zijn Solleveld (incl. Landgoed Ockenburgh, Hyacintenbos, Van Leydenhof en Westduinen), Westduinpark, Wapendal, Bosjes van Poot, Harstenhoek (bekend als Nettenboetstersveld) en Meijendel (incl. Oostduinen en de Waalsdorpervlakte) als speciale natuurbeschermingszones.